# LunAres
LunAres (LunAres Research Station) – specjalistyczny analogowy ośrodek badawczy zlokalizowany w Pile, który skupia się na badaniach z zakresu medycyny, psychologii oraz współpracy człowiek–robot, przy jednoczesnym rozwoju kompetencji w zakresie zrównoważonej architektury oraz systemów podtrzymywania życia. Założony w 2017 roku przez Space Garden Company, LunAres służy jako placówka testowa do badań naukowych i rozwoju technologicznego związanego z długotrwałymi misjami kosmicznymi w warunkach analogowego habitatu kosmicznego.

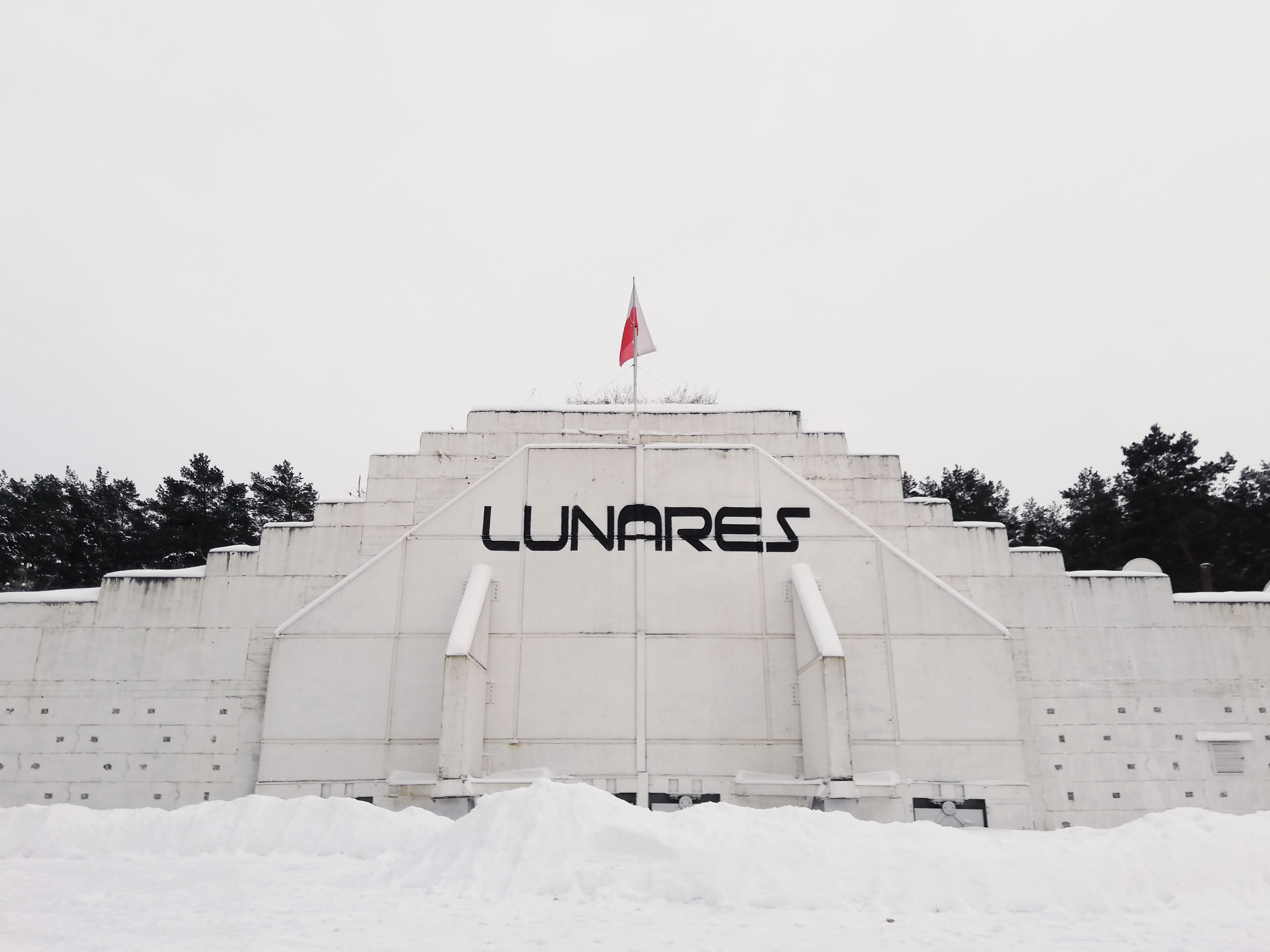
LunAres Research Station - widok na hangar, wewnątrz którego znajduje się symulowana powierzchnia księżyca (EVA area)

Stacja badawcza LunAres została zaprojektowana i jest obsługiwana przez firmę Space is More, kierowaną przez wielokrotnie nagradzanych architektów kosmicznych dr Leszka Orzechowskiego i Agatę Mintus. Stacja umożliwia naukowcom, inżynierom i analogowym astronautom badanie skutków izolacji, zamknięcia i innych wyzwań związanych z misjami kosmicznymi w kontrolowanych warunkach, wnosząc wkład w przyszłość ludzkiej eksploracji kosmosu. Z obiektu korzysta wiele podmiotów z branży kosmicznej, w tym np. Europejska Agencja Kosmiczna, Polska Agencja Kosmiczna i Niemiecka Agencja Kosmiczna.

## Habitat
Obiekt zapewnia pełną izolację – habitat połączony jest jedynie ze starym hangarem wojskowym, w którym znajduje się 300 m² powierzchni do wykonywania symulacji spacerów kosmicznych (extravehicular activity – EVA).
Habitat jest odizolowany od środowiska zewnętrznego wizualnie oraz akustycznie – nie ma w nim okien pozwalających określić porę dnia. Moduły wyposażone są w zestaw czujników do śledzenia zmian warunków środowiskowych oraz w system monitoringu.

Analogowi astronauci podczas symulowanej procedury dekontaminacji w śluzie powietrznej (Airlock)

Sama placówka składa się z szeregu modułów połączonych atrium. Wewnątrz podzielona jest na pomieszczenia takie jak:
- moduł higieniczny,
- laboratorium biologiczne i pokój medyczny,
- kuchnia,
- dormitorium,
- pomieszczenie operacyjne,
- magazyn i siłownia,
- warsztat,
- śluza powietrzna,
- przedsionek.

Każdy moduł jest wyposażony we wszystkie niezbędne elementy, które są kluczowe dla prowadzenia badań, bezpieczeństwa załogi i ich codziennych obowiązków.